# آية إكمال الدين
آية إکمال الدين هي الآية الثالثة من سورة المائدة نزلت على النبي محمد، في يوم عرفة المصادف يوم الجمعة في رأي أهل السنة، ونزلت في عيد الغدير في رأي الشيعة الاثني عشرية.

## الآية الأخيرة
وفقا لبعض المصادر هذه الآية هي الآية الأخيرة التي أنزل على محمد. وقد ذکر هذه النقطة بعض الکتب التفسيرية وغيرها کالتبيان في تفسير القرآن والغدير والدر المنثور والمحلى.

## مكان وزمان الوحي
جميع الباحثين من الشيعة والسنة يعتقدون أن هذه الآية قد نزلت في حجة الوداع.ولكن ليس هناك إجماع على أن أي يوم من حجة الوداع هو يوم نزول الآية. وهناك ثلاثة آراء:

### برکة غدير خم
بعض العلماء مثل محمد بن جرير الطبري، الخطيب البغدادي، الحاکم الحسکاني وأبو الفرج بن الجوزي يعتقدون أن هذه الآية قد نزلت في بركة الغدير. إضافة إلی ذلك، جاء في الأحاديث الصحيحة من الشيعة أن هذه الآية، قد نزلت في خم أو بعد ذلك بقليل. ووفقا لبعض المصادر السنية نزلت هذه الآية في ذلك اليوم ولكن العلماء یعتقدون أن مثل هذه الروايات ضعيفة ولا يمكن الاعتماد عليها.

### يوم عرفة
- وقد روى الکليني أنها نزلت يوم عرفة وفيها إعلان ولاية علي بن أبي طالب: عن أبي الجارود، قال: سمعت أبا جعفر يقول: «فرض الله عز وجل على العباد خمساً، أخذوا أربعاً وتركوا واحداً»، قلت: أتسميهنّ لي ـ جُعلت فداك ـ؟ .... إلى أن قال: «ثم نزل الحج، فنزل جبرئيل فقال: «أخبرهم من حجهم ما أخبرتهم من صلاتهم وزكاتهم وصومهم». ثم نزلت الولاية، وإنما أتاه ذلك في يوم الجمعة بعرفة، أنزل الله (عز وجل) {الْيَوْمَ أَكْمَلْتُ لَكُمْ دِينَكُمْ وَأَتْمَمْتُ عَلَيْكُمْ نِعْمَتِي} وكان كمال الدين بولاية علي ابن أبي طالب ».[15]

لكن العلامة المجلسي ذكر أن هذه الرواية ضعيفة السند.
وروى العياشي عن جعفر بن محمد الخزاعي، عن أبيه قال: سمعت جعفر الصادق يقول: «لما نزل رسول الله محمد عرفة يوم الجمعة أتاه جبرئيل فقال له: «يا محمد، إن الله يقرؤك السلام ويقول لك: قل لامتك {الْيَوْمَ أَكْمَلْتُ لَكُمْ دِينَكُمْ (بولاية علي بن أبي طالب) وَأَتْمَمْتُ عَلَيْكُمْ نِعْمَتِي وَرَضِيتُ لَكُمُ الإسْلامَ دِيناً} ، ولست أنزل عليكم بعد هذا. قد أنزلت عليكم الصلاة والزكاة والصوم والحج وهي الخامسة ولست أقبل هذه الأربعة إلا بها»».
ولكن الخوئي ذكر أن هذه الرواية فيها جعفر بن محمد الخزاعي وهو مجهول.
وروى البخاري أنها نزلت يوم عرفة: قال: عن طارق بن شهاب إن أنّاساًً من اليهود قالوا: لو نزلت هذه الآيه فينـا لأتخذنا ذلك اليوم عيداً، فقال عمر أَيَّةُ آيةٍ؟ فقالوا: {الْيَوْمَ أَكْمَلْتُ لَكُمْ دِينَكُمْ وَأَتْمَمْتُ عَلَيْكُمْ نِعْمَتِي وَرَضِيتُ لَكُمُ الإسْلامَ دِيناً}. فقال عمر: إنّي لأعلم أي مكان أنزِلتْ، أنزِلتْ ورسول الله واقفٌ بعرفة.
وفي رواية النسائي: قال عمر: قد علمت اليوم الذي أنزلت فيه والليلة التي أنزلت، ليلة الجمعة ونحن مع رسول الله محمد بعرفة، وروى أيضاً أنها نزلت في عرفات يوم جمعةٍ.
ولكن هذا مردود عليه ومناقش فيه.

### کلا اليومين
بعض العلماء يرون أن هذه الآية نزلت مرتين، مرة في يوم عرفة، ومرة في يوم الغدير.

## سبب النزول
يقول علماء الشيعة أن سبب نزول هذه الآية هو إعلان ولاية علي بن أبي طالب..على سبيل المثال محمد حسين الطباطبائي في الميزان في تفسير القرآن قد ذکر أن سبب نزول هذه الآية كان ولاية علي بن أبي طالب.